# École iconographique de Vologda

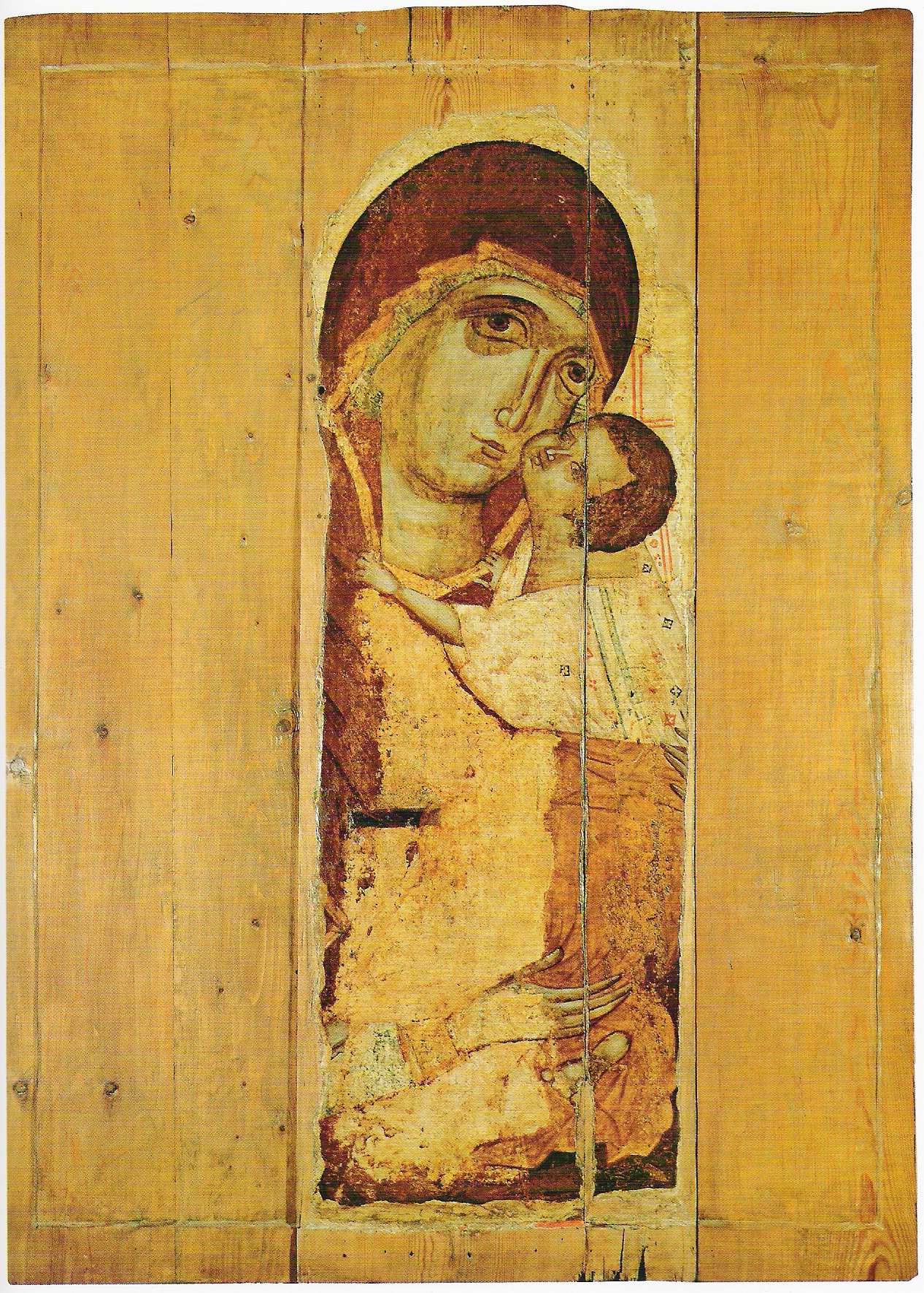
Notre-Dame de tendresse de Koubenskoe, Musée-réserve de l'État d'art et d'architecture de Vologda - XIVe siècle

L'école iconographique de Vologda est une école et un style qui s'est formé et développé du XIVe siècle au XVIe siècle dans la ville de Vologda en Russie et dans les territoires proches de cette ville.
L'iconographie de Vologda s'est formée sur la base de celle d'autres villes de Russie : Novgorod, Rostov Veliki,
Tver. Plus tard, elle subit la forte influence de l'école de Moscou. L'apogée de l'école de Vologda est au XVe siècle, lorsqu'elle affirme ses caractéristiques les plus indépendantes[pas clair],.

## Histoire

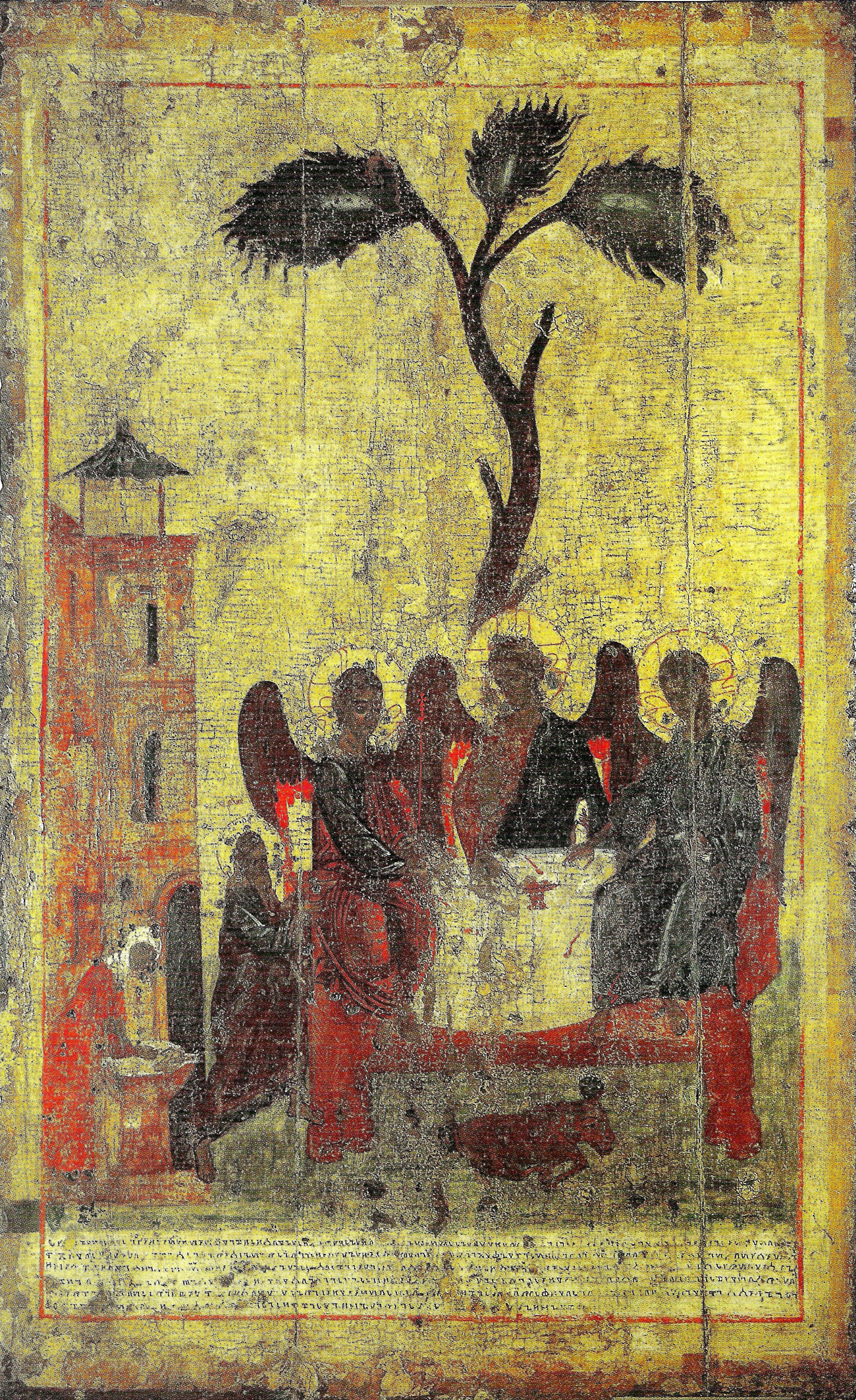
Sainte Trinité Zyrianskaïa, Étienne de Perm (?) 1379—1400, Musée-réserve de l'État d'art et d'architecture de Vologda.

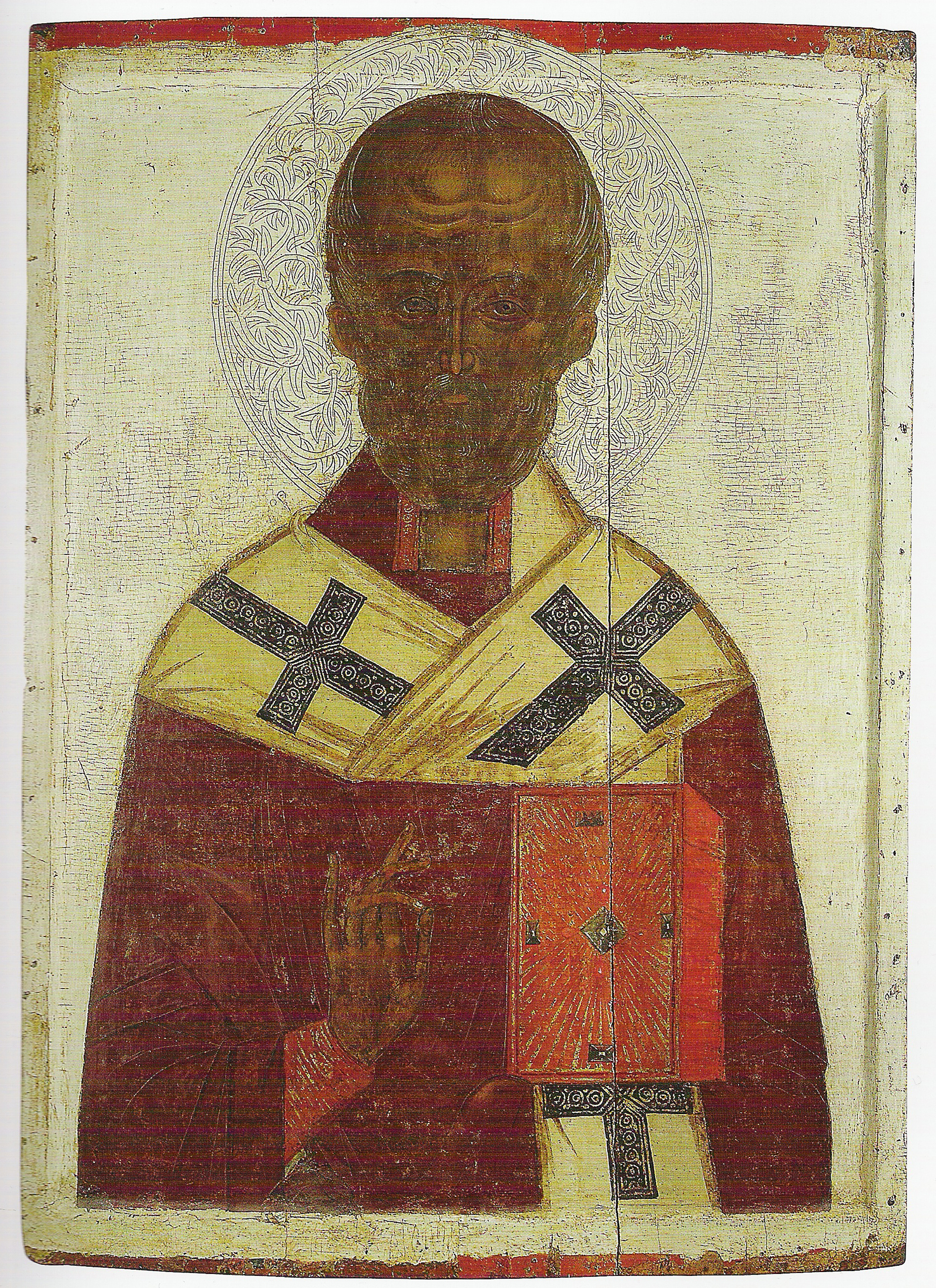
Icône de Saint Nicolas de l'église Saints-Constantin-et-Hélène à Vologda.

L'époque de l'apparition d'une culture iconographique à Vologda dans l'intervalle des XIIIe siècle et XVe siècle ne peut être établie avec plus de précision. On sait que les premiers édifices religieux apparaissent au XIIe siècle mais leur décoration est peu connue. L'immense territoire comprenant l'actuel oblast de Vologda, mais aussi les terres regroupées aujourd'hui administrativement dans l'oblast d'Arkhangelsk, le kraï de Perm, la République des Komis, ont subi entre le XIIe siècle et le XIVe siècle une colonisation intensive ainsi qu'une christianisation à partir de l'ouest en provenance de la république de Novgorod, et du sud à partir de la principauté de Rostov. Ceci a fait ressentir à ces différents territoires des influences culturelles similaires.
C'est au premier tiers du XIIIe siècle qu'appartiennent les icônes du nord de la Russie, telles que Notre-Dame de tendresse de Koubenskoe, ou les Apôtres Pierre et Paul (icône de Belozersk). Mais l'influence de l'école de Novgorod se poursuit bien plus tard. L'icône de Saint Nicolas de l'église Saints-Constantin-et-Hélène de Vologda, date de la première moitié du XVe siècle et est probablement l'œuvre d'un maître local influencé par l'école de Novgorod, mais qui a appris aussi avec des maîtres de Rostov.
Quant à l'icône « Notre-Dame de tendresse de Koubenskoe », elle date vraisemblablement du premier tiers du XIVe siècle.
La principauté de Rostov est également une source importante de l'art iconographique de Vologda. Au XIVe siècle l'éparchie de Rostov et Iaroslavl possédait des églises à Zaozere dans des hameaux sur les rives de la Cheksna et de la Soukhona inférieure. Les icônes de Vologda, du XIVe siècle au début du XVe siècle, sont fort proches de l'art byzantin tel qu'il survit dans le centre de la Russie. Les meilleurs exemples à ce propos sont la Sainte Trinité Zyrianskaïa, et l'icône jitié des martyrs Côme et Damien.
C'est durant les XVe siècle et XVIe siècle que se forme l'école de Vologda. Au sein de cette école apparaissent des tendances «métropolitaines» orientées par Moscou et d'autres tendances plus populaires.
À la fin du XVe siècle, début du XVIe siècle l'école de Vologda subit une très fort influence de celle de Moscou qui est liée aux évènements politiques, le rattachement en 1482 de Vologda et des terres de la principauté de Vologda à la Grande-principauté de Moscou. Parmi les exemples réalisés à cette époque il faut citer l'iconostase de la cathédrale de la Dormition du monastère de Kirillo-Belozersky, les icônes de Dionisius et des maîtres formés à son école pour le monastère Saint-Paul de l'Obnora et le monastère de Ferapontov, les icônes de la Dormition de la Vierge et de la Résurrection - Descente aux enfers qui proviennent de la cathédrale de la Dormition de la Vierge du monastère Gorne-Ouspenski de Vologda. Ces deux dernières icônes datent du XVIe siècle et sont originaires de Vologda. La délicatesse et la douceur des coloris évoquent l'art de Dionisius.

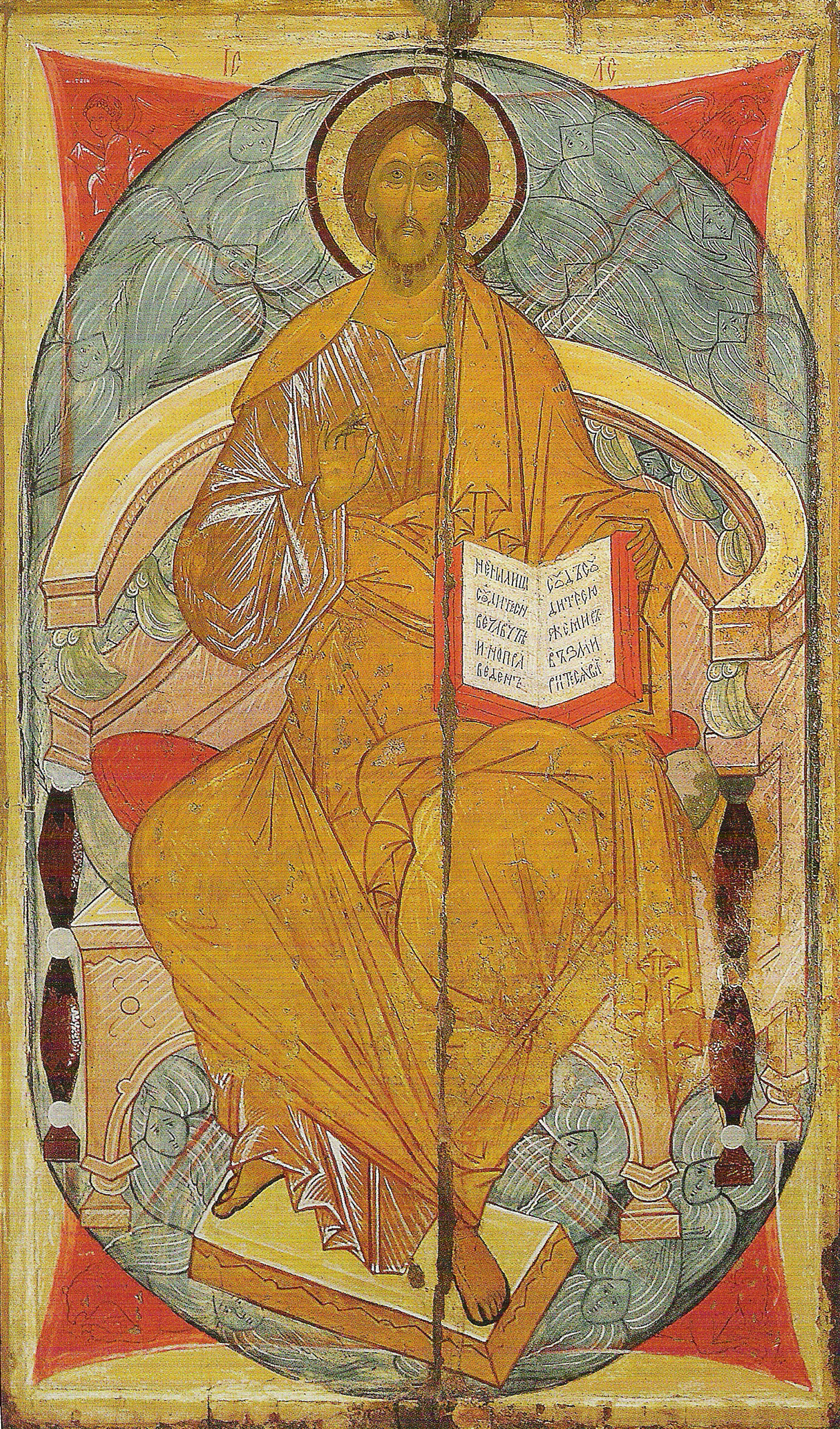
Icône du Christ en majesté provenant de l'église Saints-Constantin-et-Hélène, Musée de Vologda.
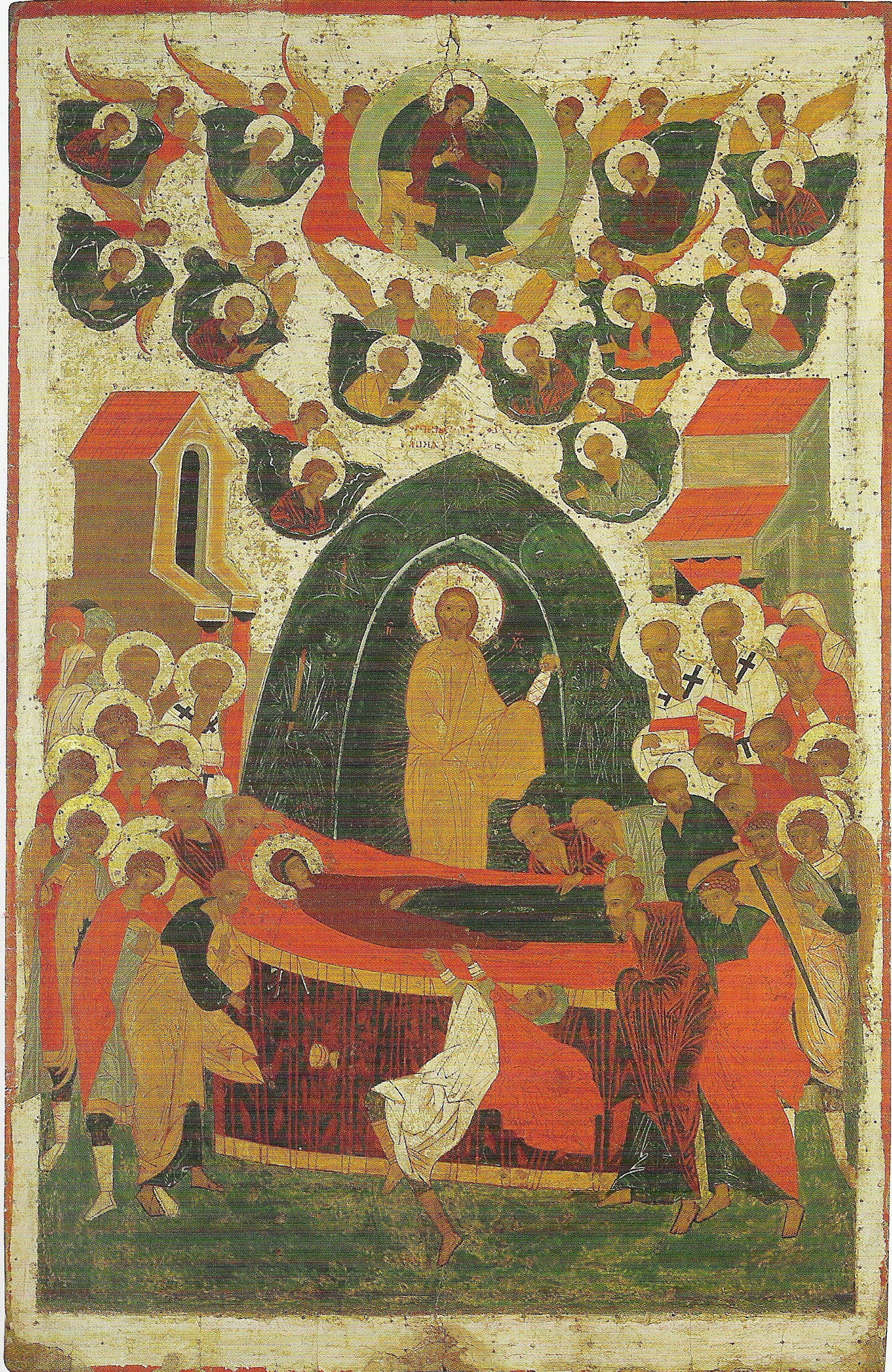
Dormition de la Vierge. Premier quart du XVIe siècle. Musée de Vologda. Provient du monastère Gorne-Ouspenski
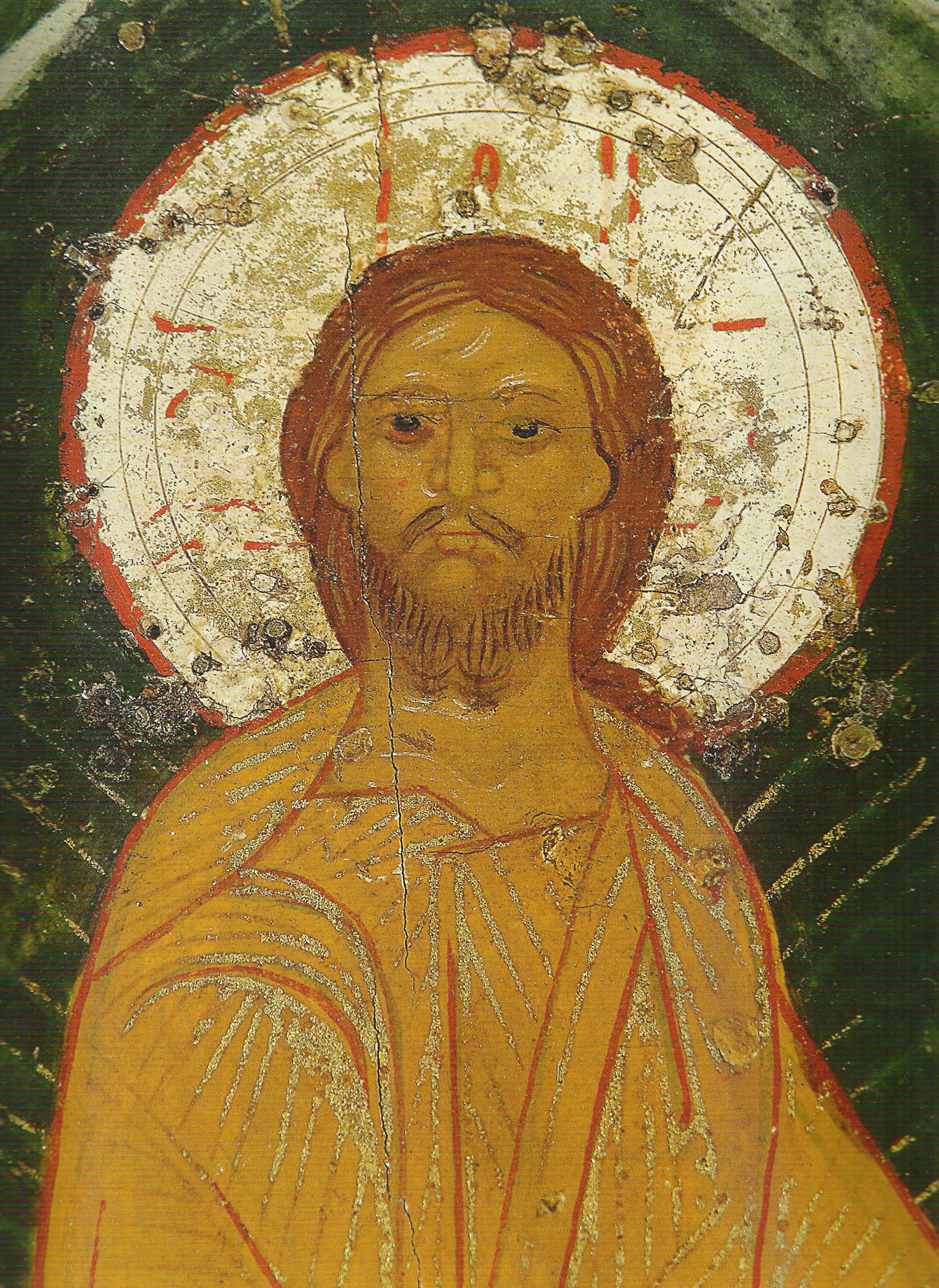
Dormition de la Vierge, fragment : Jésus. Premier quart du XVIe siècle. Musée de Vologda. Provient du monastère de Gorne-Ouspenski
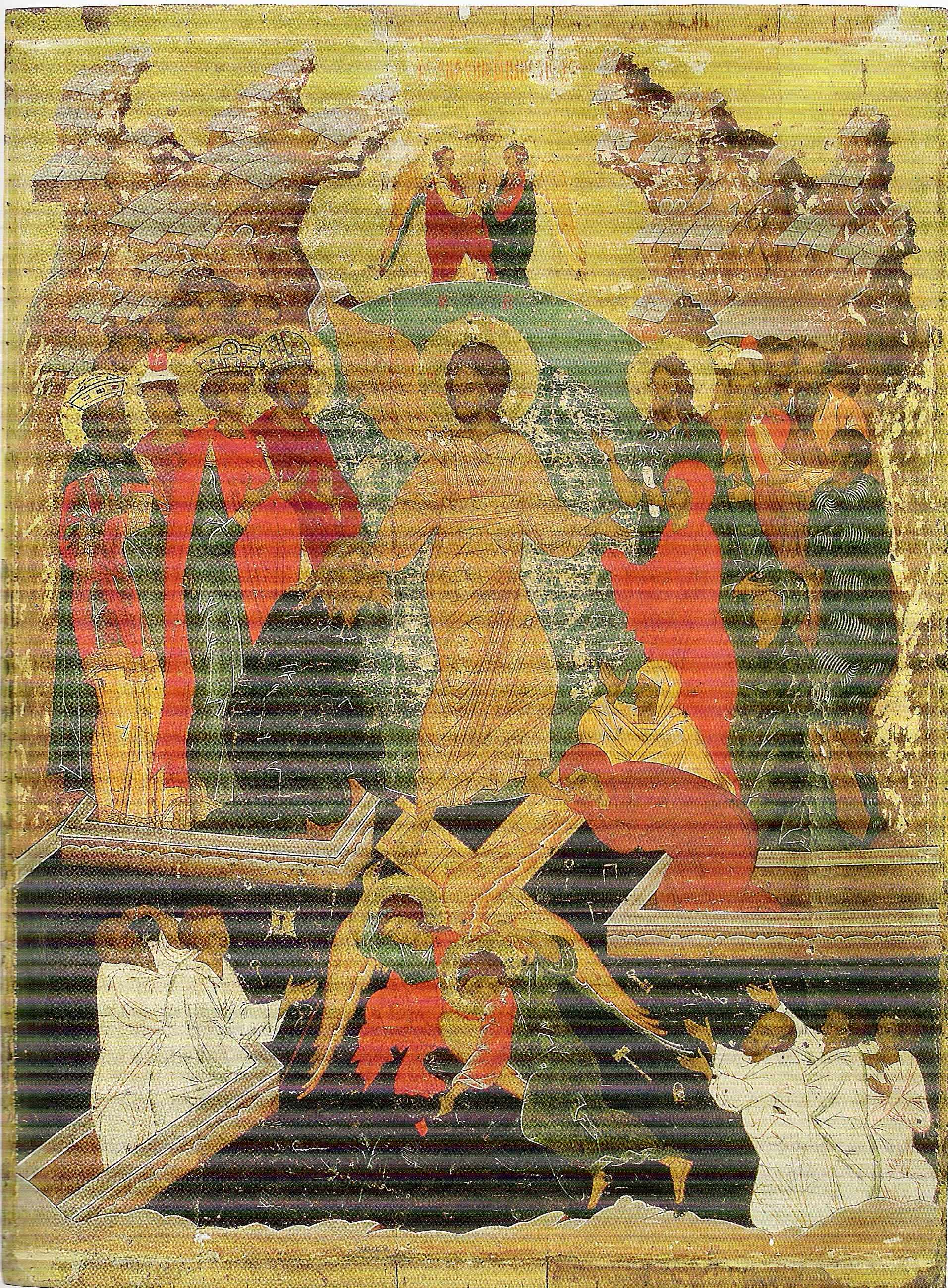
Ascension-Descente aux enfers. Deuxième quart du XVIe siècle. Musée de Vologda. Provient du monastère de Gorne-Ouspenski
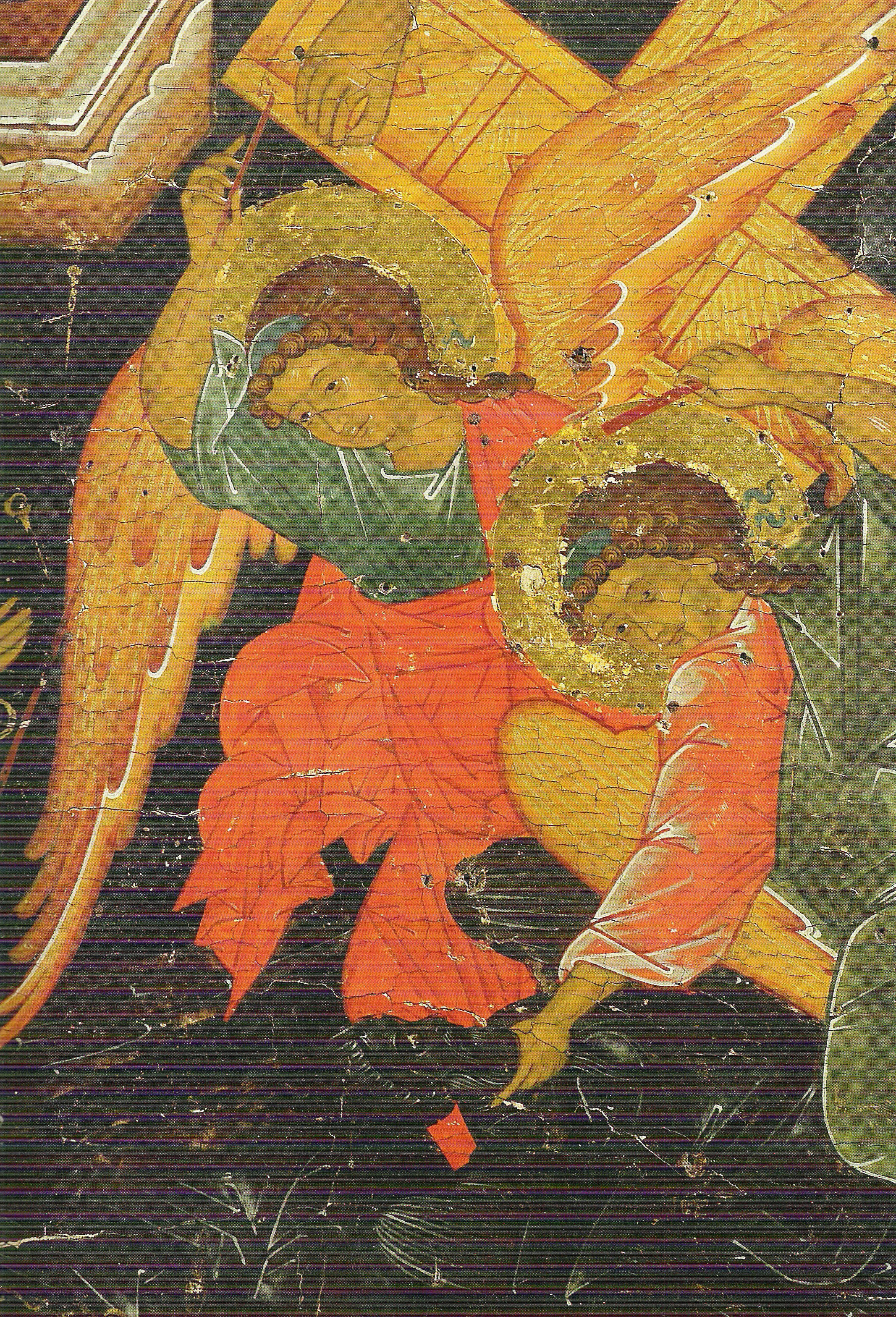
Ascension-Descente aux enfers, fragment : les anges. Deuxième quart du XVIe siècle. Musée de Vologda. Provient du monastère de Gorne-Ouspenski

Au milieu du XVIe siècle, Vologda devient une des villes russes les plus importantes de l'éparchie de la Principauté de Grande Perm et un centre commercial prospère. La construction d'édifices religieux est en plein essor. L'école iconographique atteint son apogée. Le style de peinture de l'école domine dans toute la région de Vologda.
La construction de nombreuses églises à Vologda à la fin du XVIIe siècle (on en dénombre plus de cinquante à cette époque), contribue au développement de la peinture d'icônes et à la maîtrise de l'art par les artistes. Ces derniers forment de véritables dynasties. Dans la ville, une rue porte même le nom de rue de l'Icône.

## Style

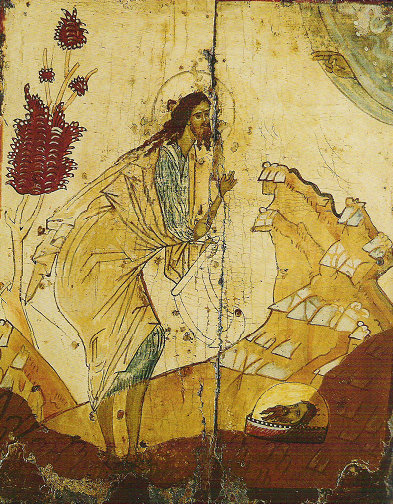
Saint Jean Baptiste (icône)

La finesse et la précision classique du dessin, le raffinement des coloris révèlent un lien avec la tradition artistique de Moscou au début du XVIe siècle, à l'époque de Dionisius, mais aussi avec la production locale de cette époque qui a été certainement réalisée à Vologda et qui fait partie des collections de Alexeï Morozov, d'Ilya Ostroukhov et de Bogdan Khanenko. La prédominance de tons doux, délicats, un peu froids, pastels, légèrement passés, aussi bien pour les vêtements que pour les éléments architecturaux est liée à l'utilisation de pigments locaux qui donne à ces icônes un aspect unique aisément reconnaissable. Les fonds d'or éclatants, les ocres épais et dorés, permettent également de distinguer facilement ces icônes de celles de Moscou ou de Novgorod du XVIe siècle. La particularité des œuvres de Vologda est aussi d'être soucieuses de liberté, de mobilité, de finesse. Les couches transparentes successives sont également une caractéristique qui apparaît dès l'origine de la production locale de peinture d'icône.

## Centres spécifiques d'iconographie et de culture artistique
- Oustioujna
- Monastère de Tcherepovetski Voskresenski
- Belozersk
- Monastère de Kirillo-Belozersky
- Kholmogory
- Vologda
- Totma
- Veliki Oustioug
- Solvytchegodsk

### École Stoganoff de peinture d'icône
La famille Stroganoff des marchands de Novgorod a été forcée de se déplacer à Solvytchegodsk (au nord de Vologda dans l'Oblast d'Arkhangelsk) après la prise de la République de Novgorod et son intégration à la Grande-principauté de Moscou par Ivan le Terrible au XVIe siècle. L'école Stroganoff de peinture d'icônes est née sur les bases des traditions locales de Solvytchegodsk mais revues sérieusement sur base de l'influence de l'école iconographique de Moscou. Les Stroganoff organisaient non seulement l'atelier de peinture et y amenaient des isographes, mais déterminaient également le style dans lequel le maître travaillait. Certains membres de la famille Stroganoff étaient eux-mêmes isographes. Pendant l'apogée de l'école au XVIIe siècle, la plupart des peintres étaient moscovites. Les icônes étaient commandées par la famille Stroganoff de Moscou. Des copies des œuvres de l'école Stroganoff ont encore été reproduites jusqu'au XVIIIe siècle

## Iconographes de Vologda

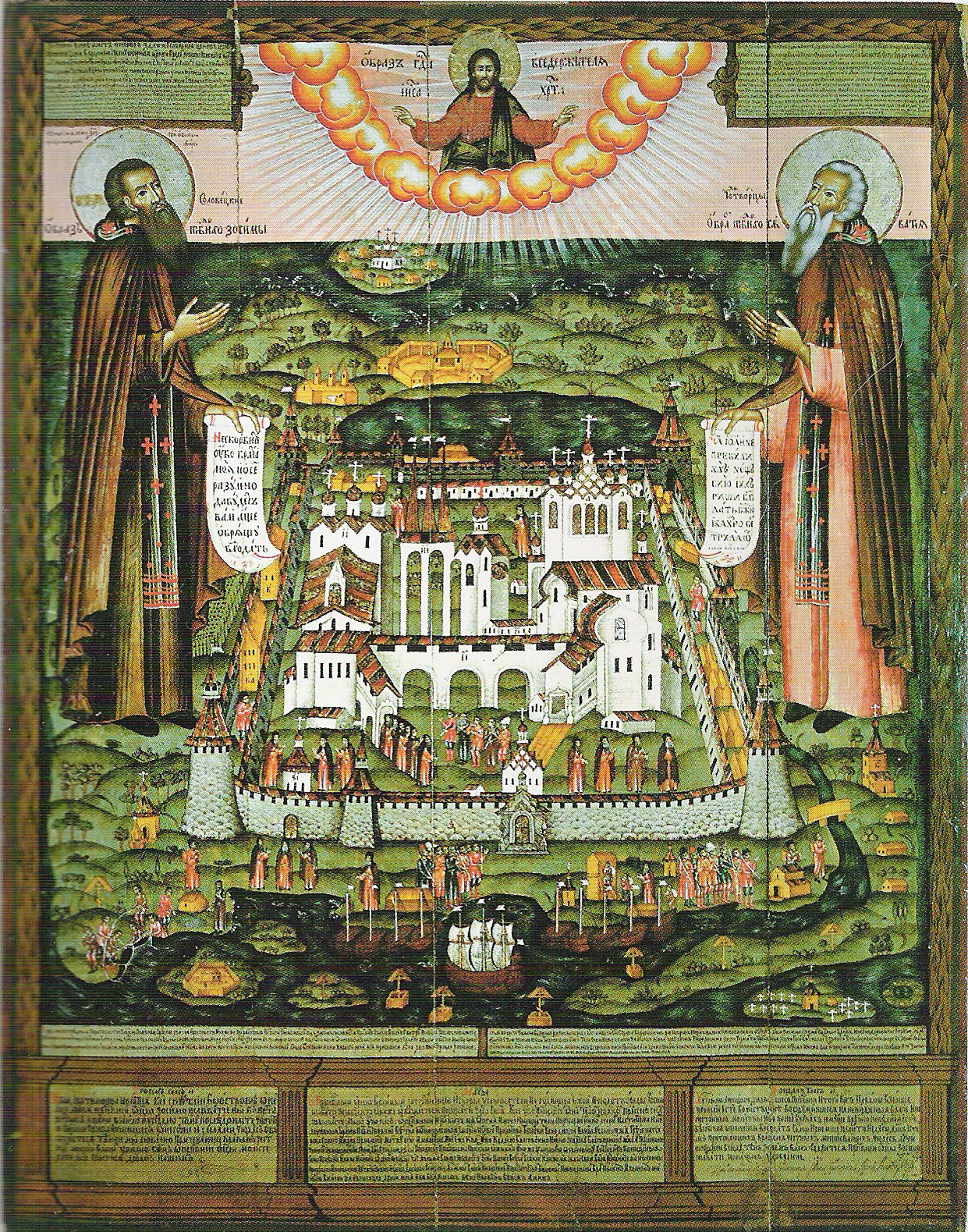
Icône des saints Zosime et Sabbatius de l'église Constantin-et-Hélène

- Denis de Glouchitsa : C'est le premier des iconographes reconnus de la région de Vologda. Lui sont attribuées un certain nombre d'icônes bien connues comme celle de Cyrille Belozersky, icône de la cathédrale de la Dormition du monastère de Kirillo-Belozersky, aujourd'hui exposée à la galerie Tretiakov à Moscou ; l'icône de Paul de l'Obnora (provenant du monastère Saint-Paul de l’Obnora); l'icône jitié de Dimitri de Prilouki (du Monastère Spasso-Priloutsky, aujourd'hui exposée au Musée-réserve de l'État d'art et d'architecture de Vologda); l'icône de la Dormition de la Vierge du Monastère de Kirillo-Belozersky.
- Étienne de Perm
- Ivan Grigoriev Markov

## Saints locaux et iconographie
Les saints locaux de Vologda forment les sujets les plus populaires de l'iconographie de Vologda.

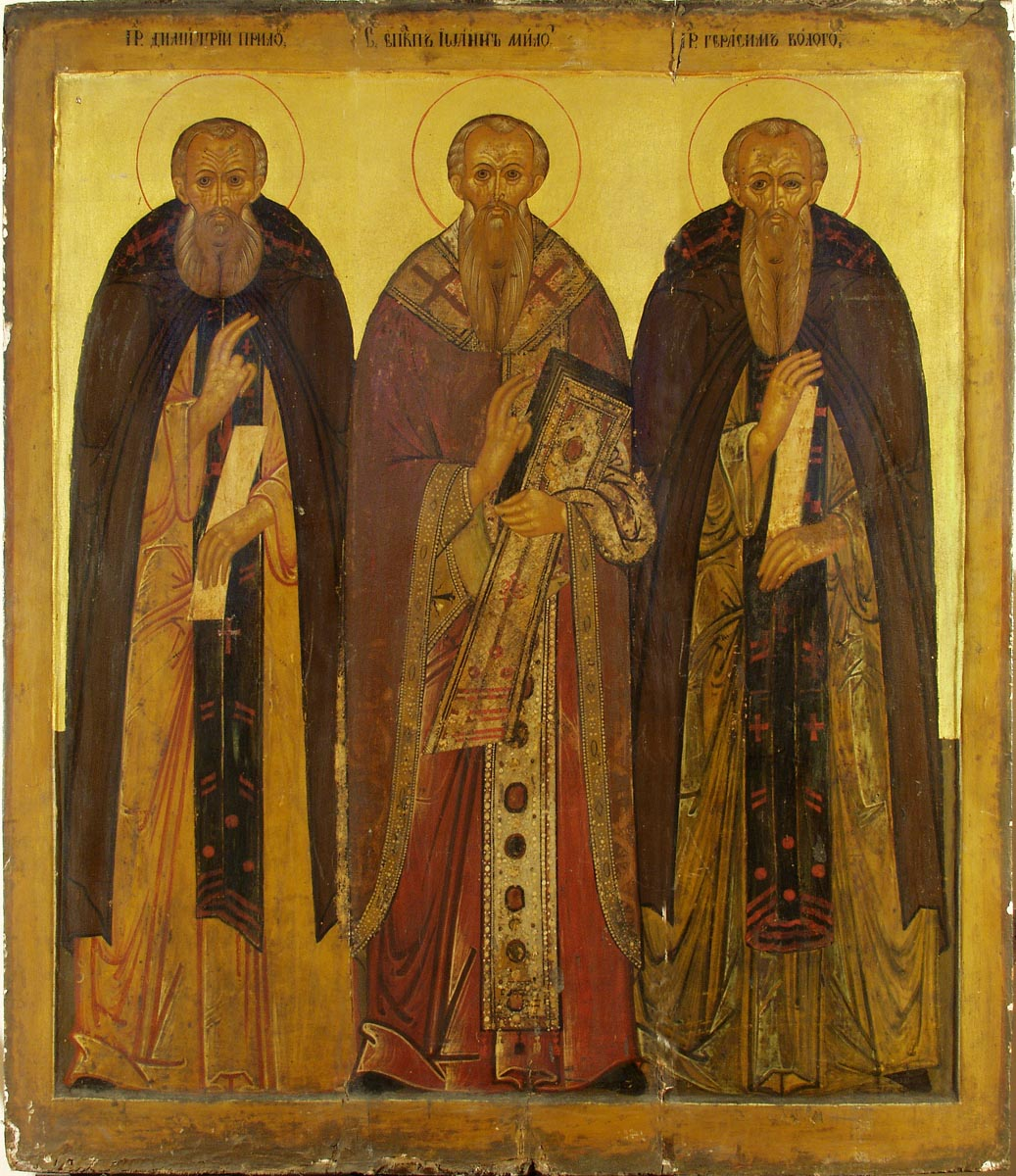
Jean l'Aumônier patriarche d'Alexandrie, Dimitri de Prilouki, Gerasim Vologodski. XVIIe siècle. Musée de Vologda
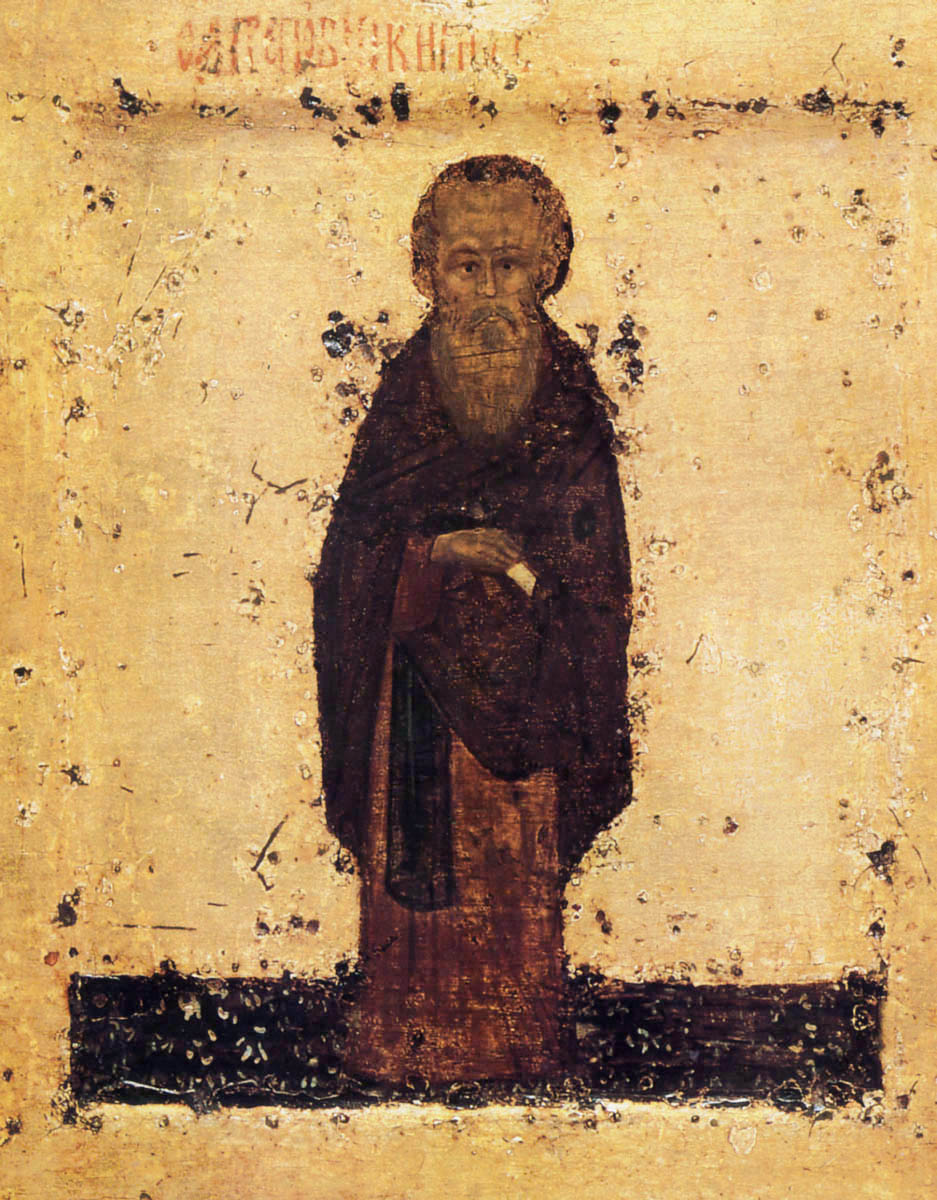
Cyrille Belozersky. Icône de la cathédrale de la Dormition du monastère de Kirillo-Belozersky, XVe siècle. Réalisée selon la légende par Denis de Glouchitsa. Galerie Tretiakov, Moscou
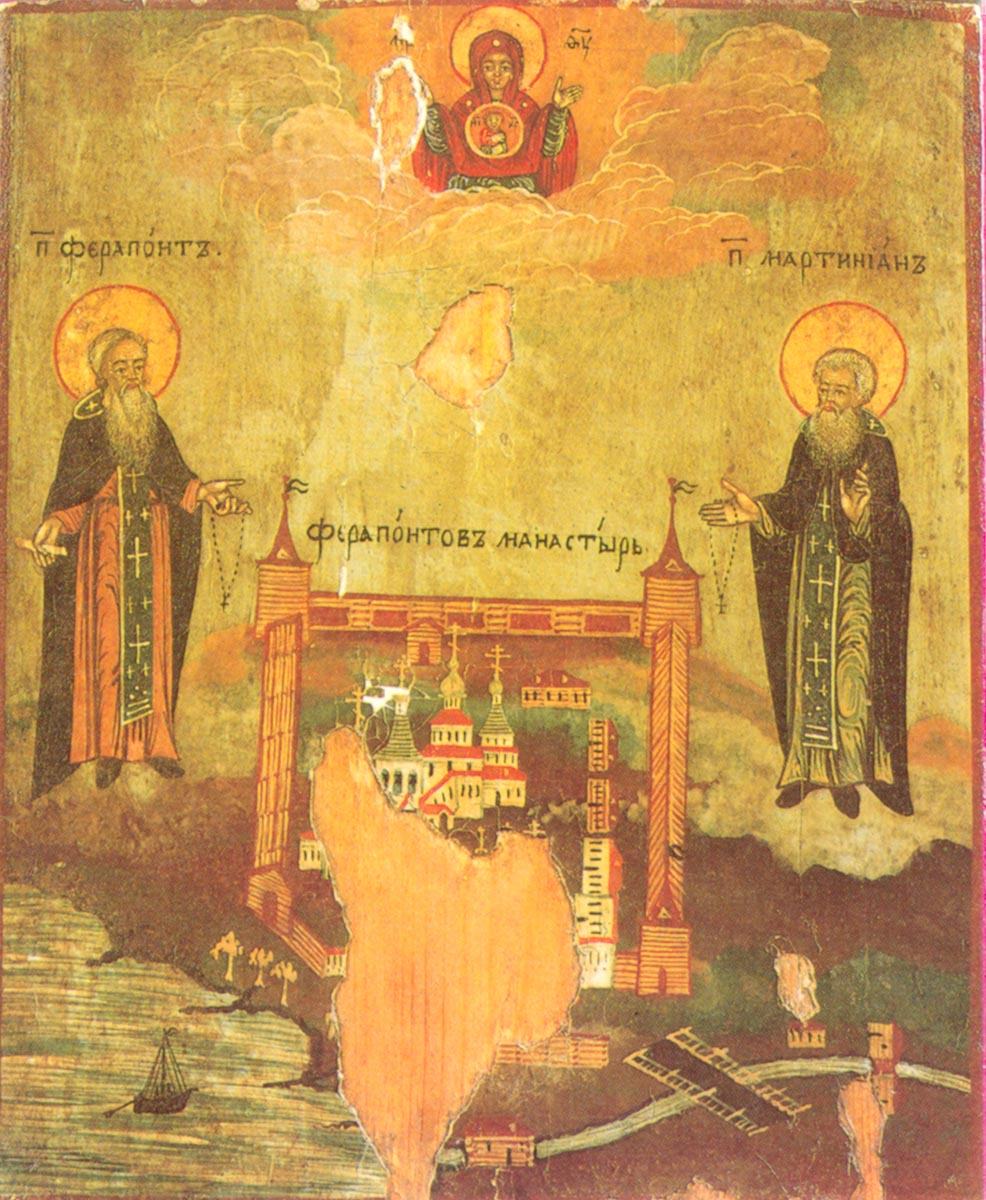
Icône de saint Cyrille Belozersky par Dionisy Glouchitsky (1424 ?) Galerie Tretiakov, Moscou
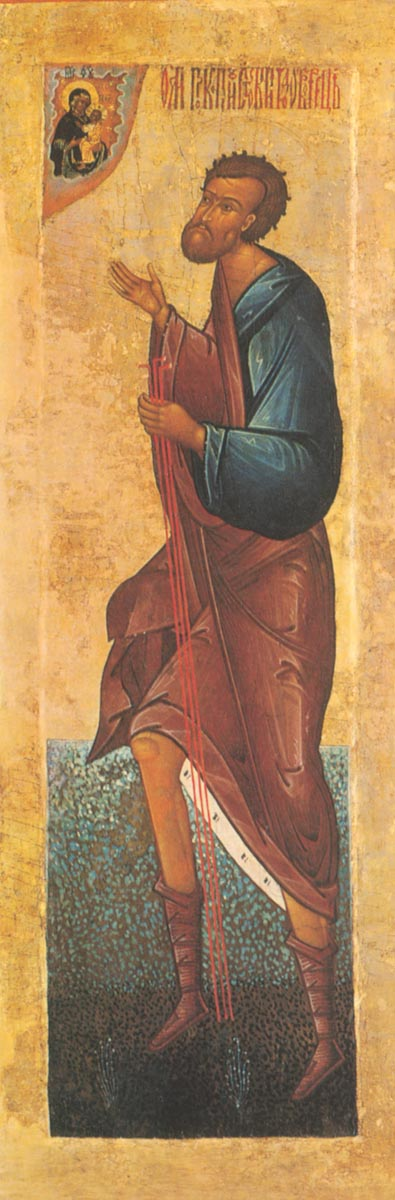
Saint Prokope d'Oustioug. XVIe siècle. Solvytchegodsk
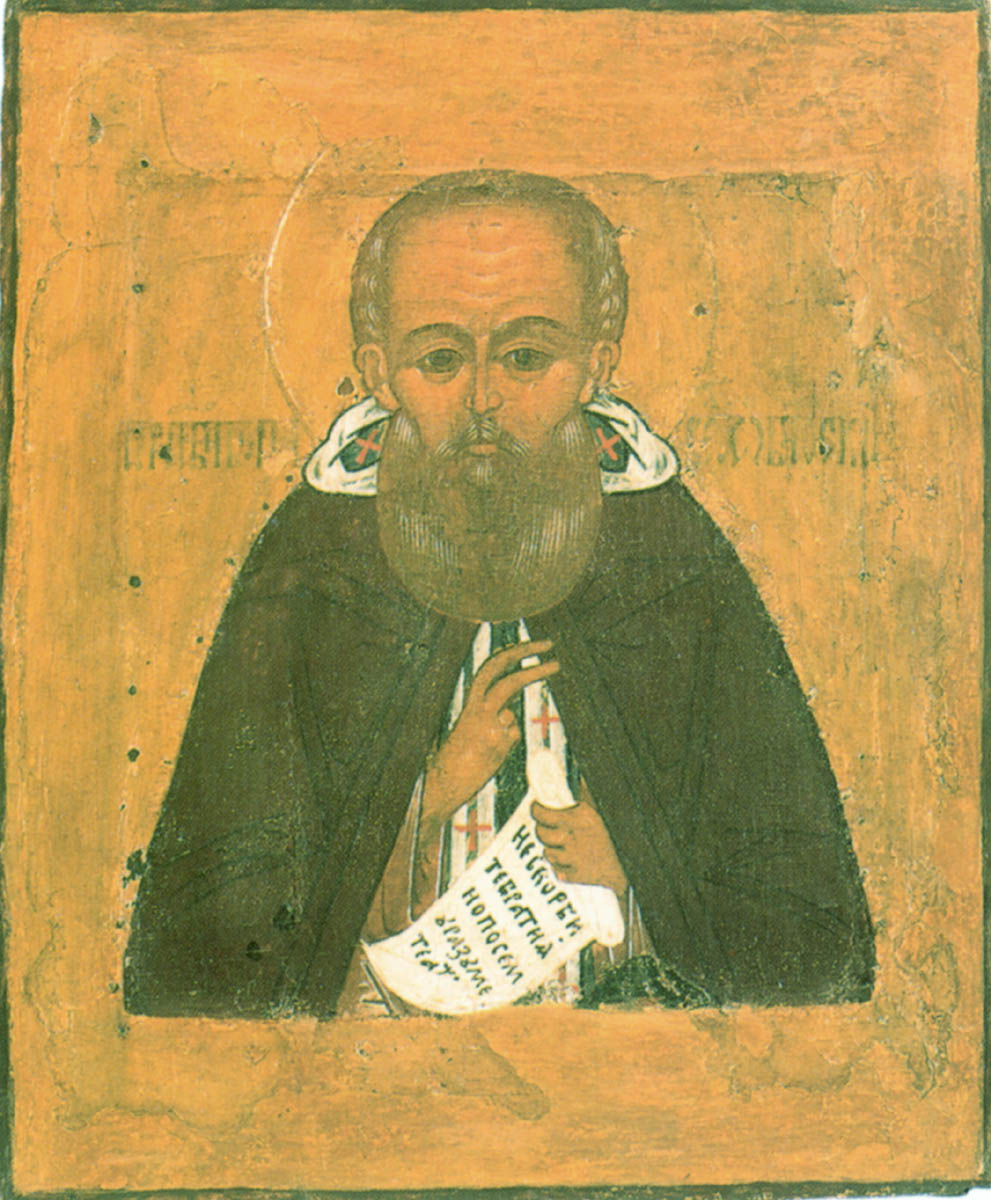
Paul de l'Obnora. Icône provenant du monastère de Kirillo-Belozersky XVIIe siècle. Kirillov (ville)

## Réalisations remarquables
- Notre-Dame de tendresse de Koubenskoe (icône de l'église de la Résurrection de Koubenskoe dans le district de Vologda ; aujourd'hui au musée de Vologda)
- icône de Saint Jean le Baptiste (icône de l'ermitage d'Ouspenskaïa Semigoradnaï dans le district de Kadnikov; aujourd'hui au musée de Vologda)
- Sainte Trinité Zyrianskaïa (icône de l'église de la Trinité dans le pogost du district de Vojeme Iarensk, dans le Gouvernement de Vologda ; aujourd'hui au musée de Vologda)
- Saint Nicolas Thaumaturge (icône de l'église Léontevski à Vologda ; aujourd'hui au musée de Vologda)
- Crucifixion (icône de l'iconographe Dionisius de l'église de la Trinité du monastère Saint-Paul de l’Obnora ; aujourd'hui à la galerie Tretiakov, Moscou)
- Notre-Dame Odigitria (icône de Dionisius de l'église de la Nativité de la Vierge du monastère de Ferapontov ; aujourd'hui au Musée russe, Saint-Pétersbourg)

## Iconostase desÉglises Vladimirski

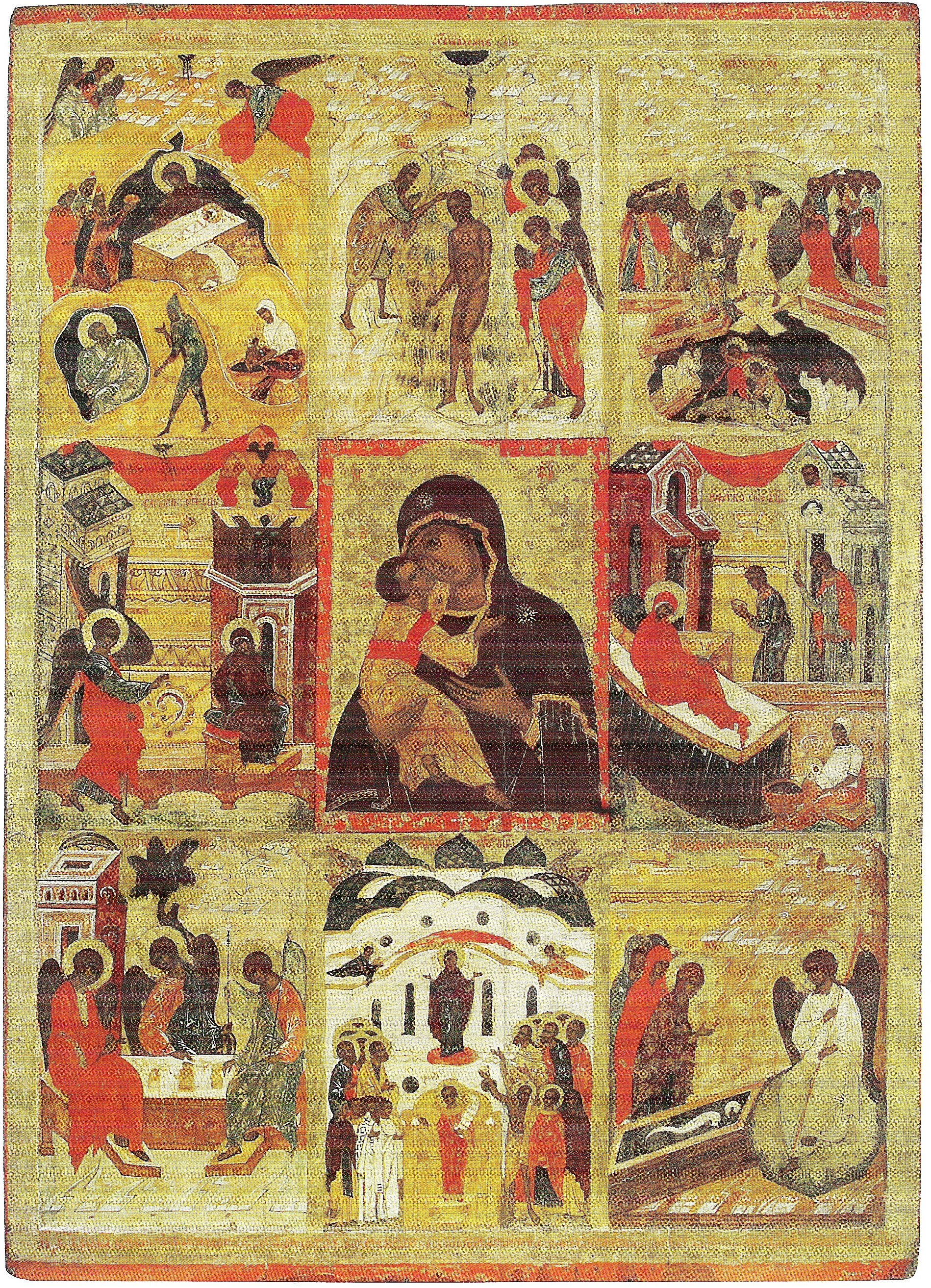
Notre-Dame de Vladimir entourée des fêtes qui lui sont consacrées. 1548/1549. Vologda. Musée-réserve de l'État d'art et d'architecture de Vologda
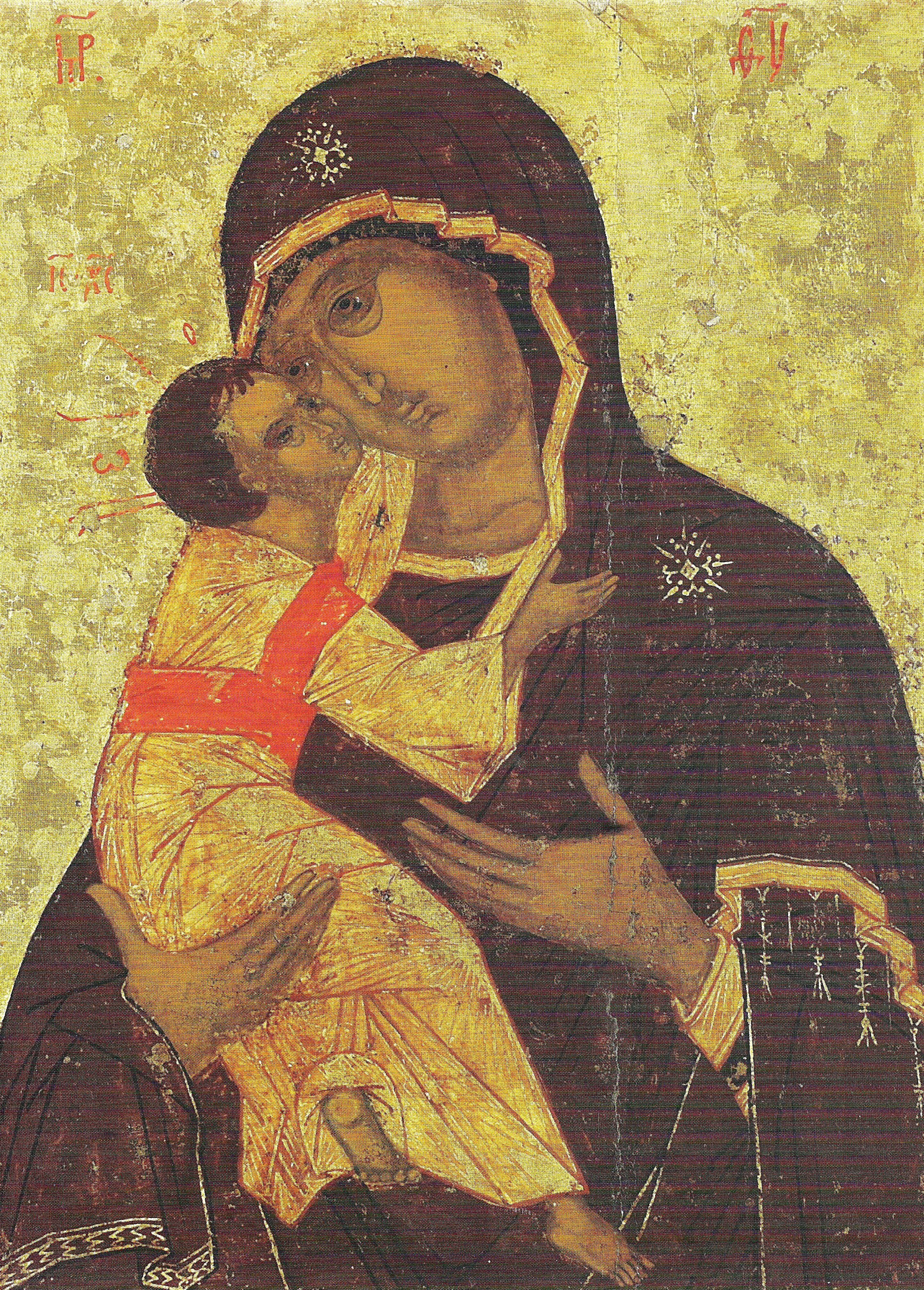
Notre-Dame de Vladimir (partie centrale)
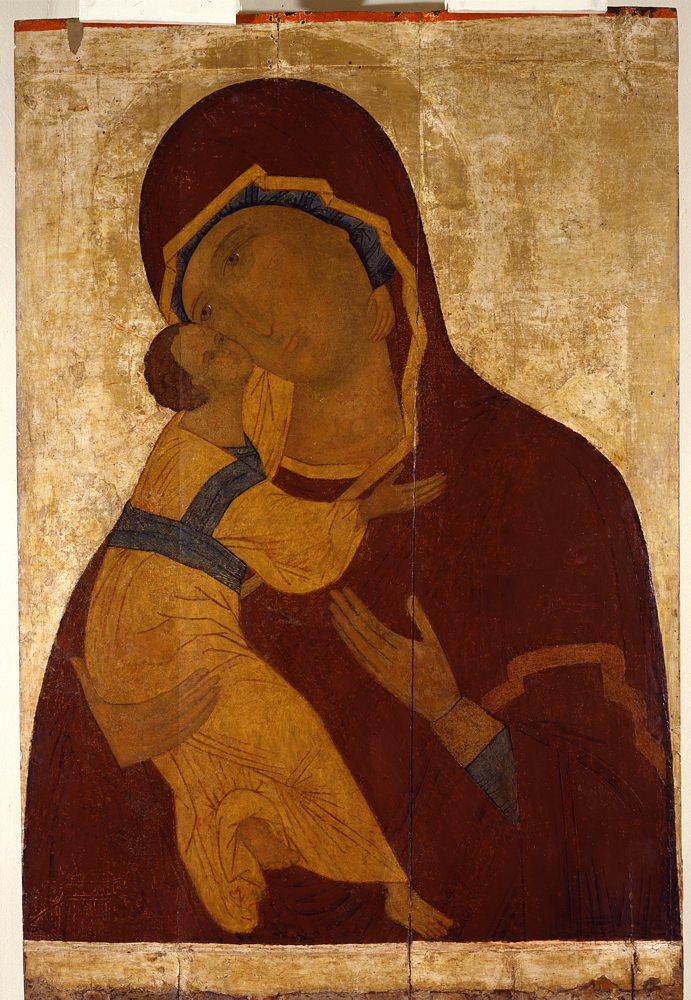
Notre-Dame de Vladimir, icône de l'église Vladimirski. Début du XVIe siècle. Vologda. Musée-réserve de l'État d'art et d'architecture de Vologda
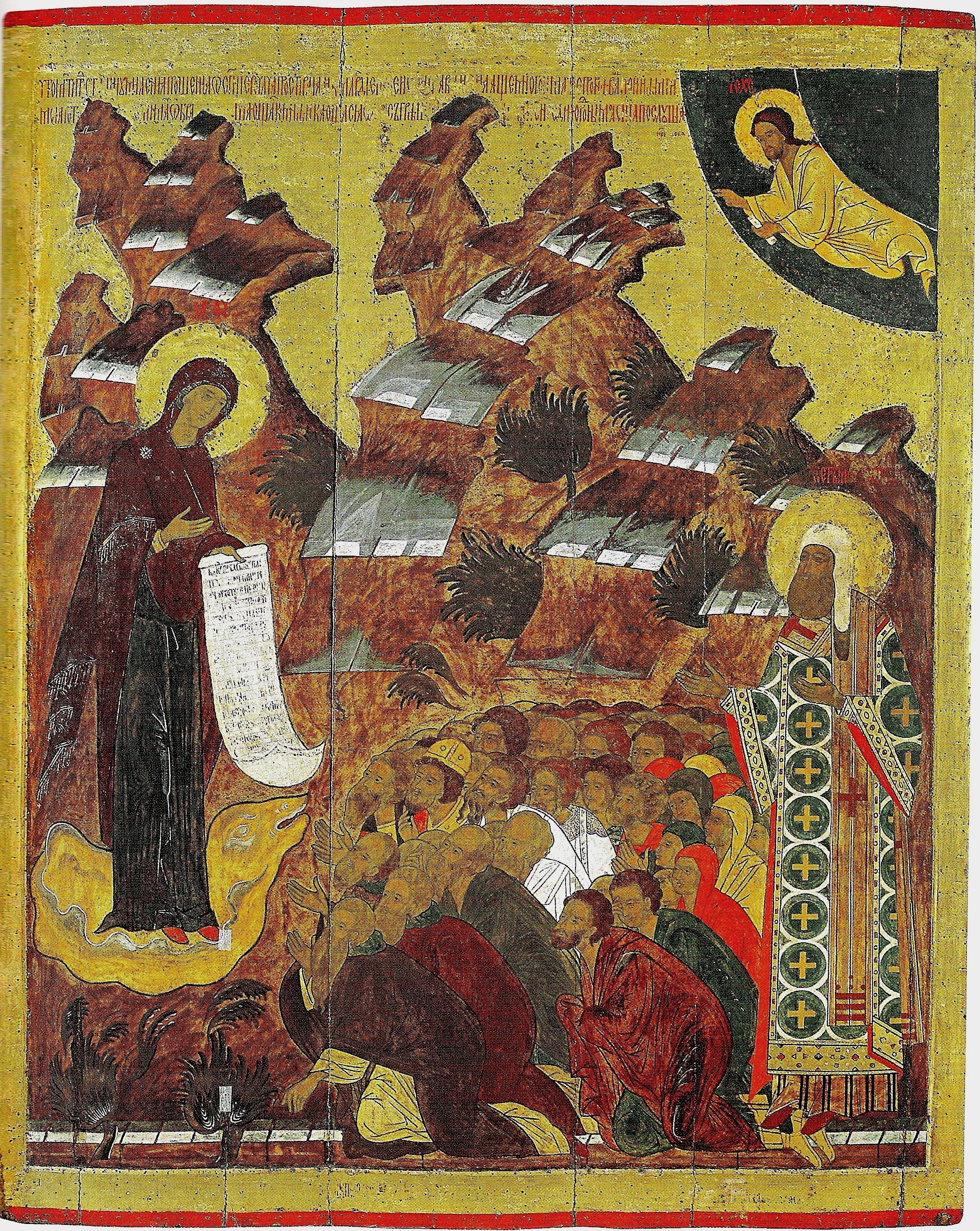
Notre-Dame en prière pour le peuple  avec Pierre de Moscou. Deuxième quart du XVIe siècle. Vologda, Musée réserve

## Collections publiques
- Musée-réserve de l'État d'art et d'architecture de Vologda
- Galerie de peinture de l'oblast de Vologda
- Galerie Tretiakov
- Musée Russe[6]
- Musée Kirillo-Belozerski au palais réfectoire de l'église de la Présentation de la Vierge du monastère de Kirillo-Belozersky[7].